# Huernia somalica
Huernia somalica är en oleanderväxtart som beskrevs av Nicholas Edward Brown. Huernia somalica ingår i släktet Huernia och familjen oleanderväxter. Inga underarter finns listade i Catalogue of Life.